# Punta Curva
Punta Curva är en udde i Antarktis. Den ligger på Half Moon Island i Sydshetlandsöarna. Argentina, Chile och Storbritannien gör anspråk på området.
Terrängen inåt land är varierad. Havet är nära Punta Curva åt nordost. Trakten är glest befolkad. Närmaste befolkade plats är Maldonado Station, 18,6 kilometer norr om Punta Curva.